# Rapaälven
Rapaälven (eller Rapaätno, samisk: Ráhpaädno) er den største älv i den nordsvenske Sarek Nationalpark i Jokkmokks kommune. Den afvander over en strækning på 75 kilometer størstedelen af nationalparken.
Rapaälven opstår af de fire mindre älve Smájllajåkkå, Mikkájåkkå, Guohperjåkkå og Áhkáåkkå i midten af Sarek Nationalpark. Disse fire älve fødes igen af 30 gletsjere. Dermed fører Rapaälven årligt cirka 180.000 tons gletsjerrester med sig. Gletsjerresterne aflejrer sig i begge deltalandskaberne – Rapaselet, en indlandssø og Rapadeltaet ved udmundingen i søen Laitaure.
Rapadalen er gennem tiden blevet dannet af Rapaälven, og indtil 2.000 meter høje bjerge omgiver dalen. På grund af sin bredde og dybde er det meget svært at krydse Rapaälven til fods.